# Heriaesynaema
Heriaesynaema es un género de arañas cangrejo de la familia Thomisidae. Contiene una sola especie, Heriaesynaema flavipes. La especie fue descrita por Lodovico di Caporiacco en 1939.
Aparece registrado en una sección de la publicación Missione Biologica nel Paese dei Borana, 3.

## Distribución
Se distribuye por África, en Etiopía.